# Bush v. Gore
L'Arrêt Bush v. Gore (531 US 98), rendu par la Cour suprême des États-Unis le 12 décembre 2000, met un terme aux recours et aux contestations consécutifs à l'élection présidentielle américaine de 2000 et aux recomptages des voix en Floride. Il permet l'élection de George W. Bush à la présidence des États-Unis au détriment d'Al Gore. Cet arrêt fut assez critiqué car la cour suprême s'arroge un rôle inédit dans ses attributions, et la partialité de la décision fait débat.

## Historique
L'élection présidentielle américaine a lieu le 7 novembre 2000. Les spécialistes indiquent qu'elle est la plus indécise depuis 40 ans. Le soir même, après des annonces prématurés et des rétractations, aucun vainqueur n'est désigné.
En Floride, après dépouillement, George W. Bush obtient 1 784 voix de plus qu'Al Gore, soit moins de 0,5 % du nombre des votants. La Floride est un swing state comptant 25 grands électeurs, le vainqueur de l'État remporte l'élection. En application du Code électoral de l'État, on procède alors à un recomptage automatique des votes à l'issue duquel le candidat républicain reste vainqueur mais avec un nombre de voix plus faible. L'équipe de Gore demande un recompte manuel dans quatre comtés, qui leur est favorable. Le 22 novembre, le recompte est interrompu dans le Comté de Miami-Dade dû à une tentative d'intimidation de plusieurs républicains (en),. 
Le 27 novembre, Katherine Harris proclame la victoire de Bush avec 537 voix d'avance.

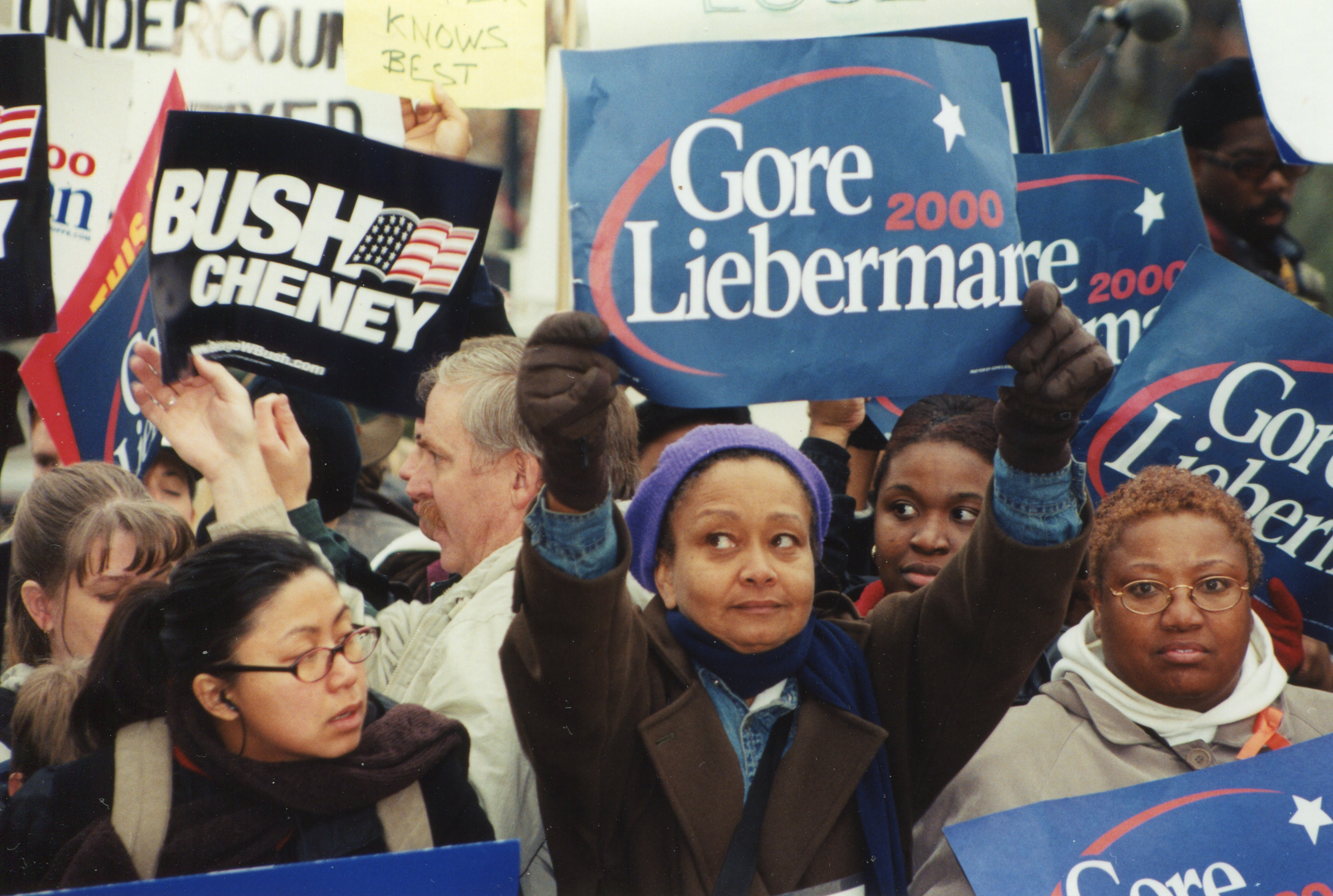
Manifestation devant la Cour suprême

## Procédure de la cour et controverse
Al Gore relance la procédure vers la Cour suprême de Floride après la proclamation. La Cour suprême des États-Unis est saisie par George Bush qui fit interrompre le comptage. Le 11 décembre, les avocats des deux camps plaident le cas. Le lendemain, la Cour suprême rend la décision. Par sept voix contre deux, la méthode de recompte de la Cour suprême de Floride est décrite comme inégalitaire donc invalide. Par cinq voix contre quatre, il est statué que le délai est épuisé avant la certification du suffrage des grands électeurs. Al Gore concède l'élection le 13 décembre.
La controverse est forte de la part de nombreux juristes, qui remettent en cause les arguments juridiques et même la pertinence de la Cour de se saisir de l'affaire. La décision est dénoncée comme partisane et politique, du fait que la plupart des juges avaient été nommés par des présidents républicains mais surtout que l'impartialité de la Cour n'est pas tenue. La décision sur l'épuisement du délai suit l'idéologie politique des juges, cinq conservateurs contre quatre progressistes. Il est pointé que les prises de décisions sont en contradictions avec la jurisprudence historique de certains juges. John Paul Stevens déclare ainsi dans l'opinion dissidente : « nous ne saurons sans doute jamais avec certitude l'identité du vainqueur de l'élection présidentielle de cette année. Mais l'identité du perdant ne fait aucun doute. Il s'agit de la confiance portée par notre Nation au juge en tant que gardien impartial de l'État de droit. ».

## Questions contenues dans l'affaire
Globalement trois questions sont posées à la Cour suprême au terme du feuilleton judiciaire de l'élection présidentielle américaine de 2000.

### Dénaturation de la loi de l'État par la Cour suprême de Floride
« […] Chaque État nommera, d’après les règles à fixer par sa législature, un nombre d'électeurs égal au nombre total des sénateurs et des représentants auquel cet État aura droit dans le Congrès. »

— Constitution des États-Unis, Article II, Section 1.
La Constitution des États-Unis (article II) laisse les législatures de chacun des États fédérés libres de déterminer le mode de désignation des grands électeurs chargés d'élire le président. S'appuyant sur une disposition du Code électoral de Floride pris en vertu de l'Article II, Section 1, la Secrétaire d'État de Floride Katherine Harris ordonna que les recomptages de voix cessent au plus tard le 14 novembre. La Cour Suprême de l'État, saisie par le camp démocrate, estimait quant à elle que les recomptages devaient se prolonger jusqu'au 25 novembre. 
La question était alors de savoir si, en agissant de la sorte, la Cour Suprême de Floride avait outrepassé les limites de ses prérogatives et dénaturé la Loi de l'État, prise en vertu de la Constitution.

### Violation de la clause de l'« égale protection des lois »
La Cour Suprême de Floride, en ordonnant le recomptage des votes, n'a pas assorti sa décision de prescriptions établissant des méthodes identiques dans tous les bureaux de vote pour procéder à cette opération. Le recomptage n'était donc pas effectué de la même manière dans les bureaux de vote. Ce faisant, la Cour Suprême a-t-elle contrevenu au principe constitutionnel de l'égale protection des lois contenu dans le XIVe amendement, ?

### Épuisement du délai de contestation
Le code des États-Unis indique que les États doivent déterminer leurs électeurs six jours avant la réunion du collège électoral. La date limite, désignée comme la « safe harbor provision », est au 12 décembre, le jour où la Cour suprême rend la décision. La courte majorité conservatrice indique que le délai est épuisé.
Les juges dissidents déclarent qu'au nom du fédéralisme, la décision doit revenir à la Cour suprême de Floride.

## Opinions des juges
| Juges              | Dénaturation de la loi de l'État | Violation de l'equal protection clause | Épuisement du délai |
| ------------------ | -------------------------------- | -------------------------------------- | ------------------- |
| Rehnquist          | Oui                              | Oui                                    | Oui                 |
| Stevens            | Non                              | Non                                    | Non                 |
| O'Connor           | Ne se prononce pas               | Oui                                    | Oui                 |
| Scalia             | Oui                              | Oui                                    | Oui                 |
| Kennedy            | Ne se prononce pas               | Oui                                    | Oui                 |
| Souter             | Non                              | Oui                                    | Non                 |
| Thomas             | Oui                              | Oui                                    | Oui                 |
| Ginsburg           | Non                              | Non                                    | Non                 |
| Breyer             | Non                              | Oui                                    | Non                 |
| Opinion de la Cour | Question non tranchée            | Oui (7 contre 2)                       | Oui (5 contre 4)    |

#### Essais
- (en-US) Samuel Issacharoff, Pamela S. Karlan & Richard H. Pildes, When Elections Go Bad: The Law Of Democracy And The Presidential Election Of 2000, Foundation Press, 1er août 2001, 226 p. (ISBN 9781587782336, lire en ligne),
- (en-US) Alan M. Dershowitz, Supreme Injustice: How the High Court Hijacked Election 2000, Oxford University Press, USA, 9 janvier 2001, 296 p. (ISBN 9780195148275, lire en ligne),
- (en-US) E.J. Dionne Jr., William Kristol, Bush v. Gore: The Court Cases and the Commentary, Brookings Institution Press, 1er février 2001, 364 p. (ISBN 9780815701071, lire en ligne),
- (en-US) Ronald Dworkin, A Badly Flawed Election: Debating Bush V. Gore, the Supreme Court, and American Democracy, New Press, septembre 2002, 360 p. (ISBN 9781565847378, lire en ligne),
- (en-US) Edwin D. Dover, The Disputed Presidential Election of 2000: A History and Reference Guide, Greenwood, 30 mai 2003, 200 p. (ISBN 9780313323195, lire en ligne),
- (en-US) Mark Whitman, Florida 2000: A Sourcebook on the Contested Presidential Election, Lynne Rienner Publishers, 18 septembre 2003, 376 p. (ISBN 9781588262042, lire en ligne),
- (en-US) Diana K. Sergis, Bush V. Gore: Controversial Presidential Election Case, Enslow Publishers, octobre 2003, rééd. 2 décembre 2005, 136 p. (ISBN 9780766020955, lire en ligne),

#### Articles francophones
- Michelot Vincent, « La Cour suprême dans Bush c. Gore : du conflit entre droit et politique », Revue française d'études américaines, no 90,‎ avril 2001 (lire en ligne),
- Michel Rosenfeld, « Bush contre Gore : trois mauvais coups portés à la Constitution, à la Cour et à la Démocratie », Cahiers du Conseil Constitutionnel, no 13,‎ janvier 2003 (lire en ligne)
- Jeffrey Rosen, « L'affaire Bush contre Gore ou le déshonneur de la Cour suprême des États-Unis d'Amérique », Revue internationale et stratégique, no 42,‎ 2001, p. 53-57 (lire en ligne)

#### Articles anglophones
- (en-US) Jack M. Balkin, « Bush v. Gore and the Boundary between Law and Politics », The Yale Law Journal, Vol. 110, No. 8,‎ juin 2001, p. 1407-1458 (52 pages) (lire en ligne),
- (en-US) David A. Strauss, « Bush v Gore: What Were They Thinking ? », The University of Chicago Law Review, Vol. 68, No. 3,‎ été 2001, p. 737-756 (20 pages) (lire en ligne),
- (en-US) Mark S. Brodin, « Bush v. Gore: The Worst (or at least second-to-the-worst) Supreme Court Decision Ever », Nevada Law Journal, vol. 12,‎ 2012 (lire en ligne)
- (en-US) Peter Berkowitz & Benjamin Wittes, « The Professors and Bush v. Gore », The Wilson Quarterly (1976-), Vol. 25, No. 4,‎ automne 2001, p. 76-89 (14 pages) (lire en ligne),
- (en-US) Michael J. Klarman, « Bush v. Gore through the Lens of Constitutional History », California Law Review, Vol. 89, No. 6,‎ décembre 2001, p. 1721-1765 (45 pages) (lire en ligne),
- (en-US) Theodore O. Prosise & Craig R. Smith, « The Supreme Court's Ruling in "Bush v. Gore": A Rhetoric of Inconsistency », Rhetoric and Public Affairs, Vol. 4, No. 4,‎ hiver 2001, p. 605-632 (28 pages) (lire en ligne),
- (en-US) Chad Flanders, « Bush v. Gore and the Uses of "Limiting" », The Yale Law Journal, Vol. 116, No. 5,‎ mars 2007, p. 1159-1168 (10 pages) (lire en ligne),